# シャローム・スニウラ
シャローム・スニウラ（Shalom Suniula、1988年6月5日 - ）は、アメリカ合衆国の元ラグビー選手。

## プロフィール
- アメリカ領サモア・パゴパゴ出身。
- ポジションはスクラムハーフ(SH)、スタンドオフ(SO)、センター(CTB)。
- 身長 173cm、体重 86kg
- 兄のアンドリューもラグビー選手[1]。
- アメリカ代表通算キャップ数は18でワールドカップ2015のアメリカ代表に選ばれた[2]。
- 7人制アメリカ代表に選ばれたことがある[3]。

## 略歴
2018年、シアトル・シーウルブズに加入。
2021年、現役を引退した。